# Maja Dahlqvist
Maja Dahlqvist (Borlänge, 14 aprile 1994) è una fondista svedese.

## Biografia
In Coppa del Mondo ha esordito il 29 novembre 2014 a Falun (48ª), ha ottenuto il primo podio il 13 gennaio 2018 a Dresda (2ª) e la prima vittoria il giorno successivo nella medesima località nella sprint a squadre. Ai Mondiali di Seefeld in Tirol 2019, suo esordio iridato, ha vinto la medaglia d'oro nella sprint a squadre ed è stata 6ª nella sprint, mentre a quelli di Oberstdorf 2021 ha vinto nuovamente la medaglia d'oro nella sprint a squadre e si è classificata 34ª nella 10 km e 9ª nella sprint.
L'anno dopo ai XXIV Giochi olimpici invernali di Pechino 2022, suo esordio olimpico, ha vinto la medaglia d'argento nella sprint e nella sprint a squadre e quella di bronzo nella staffetta; in quella stagione 2021-2022 in Coppa del Mondo si è aggiudicata la Coppa del Mondo di sprint. L'anno seguente ai Mondiali di Planica 2023 ha vinto la medaglia di bronzo nella sprint e nella staffetta e si è piazzata 10ª nella 10 km. Al termine della stagione 2022-2023 ha vinto nuovamente la Coppa del Mondo di sprint; ai Mondiali di Trondheim 2025 ha vinto l'oro nella sprint a squadre e si è piazzata 17ª nella 50 km e 4ª nella sprint.

## Palmarès

### Olimpiadi
- 3 medaglie:
  - 2 argenti (sprint, sprint a squadre a Pechino 2022)
  - 1 bronzo (staffetta a Pechino 2022)

### Mondiali
- 5 medaglie:
  - 3 ori (sprint a squadre a Seefeld in Tirol 2019; sprint a squadre a Oberstdorf 2021; sprint a squadre a Trondheim 2025)
  - 2 bronzi (sprint, staffetta a Planica 2023)

### Mondiali juniores
- 1 medaglia:
  - 1 oro (staffetta a Val di Fiemme 2014)

### Coppa del Mondo
- Miglior piazzamento in classifica generale: 8ª nel 2023
- Vincitrice della Coppa del Mondo di sprint nel 2022 e nel 2023
- 41 podi (28 individuali, 13 a squadre):
  - 13 vittorie (6 individuali, 7 a squadre)
  - 14 secondi posti (10 individuali, 4 a squadre)
  - 14 terzi posti (12 individuali, 2 a squadre)

#### Coppa del Mondo - vittorie
| Data             | Località    | Nazione   | Spec.                          |
| ---------------- | ----------- | --------- | ------------------------------ |
| 14 gennaio 2018  | Dresda      | Germania  | TS TL (con Ida Ingemarsdotter) |
| 13 gennaio 2019  | Dresda      | Germania  | TS TL (con Stina Nilsson)      |
| 10 febbraio 2019 | Lahti       | Finlandia | TS TC (con Ida Ingemarsdotter) |
| 22 dicembre 2019 | Planica     | Slovenia  | TS TL (con Linn Svahn)         |
| 12 gennaio 2020  | Dresda      | Germania  | TS TL (con Linn Svahn)         |
| 6 febbraio 2021  | Ulricehamn  | Svezia    | SP TL                          |
| 26 novembre 2021 | Kuusamo     | Finlandia | SP TC                          |
| 3 dicembre 2021  | Lillehammer | Norvegia  | SP TL                          |
| 11 dicembre 2021 | Davos       | Svizzera  | SP TL                          |
| 18 dicembre 2021 | Dresda      | Germania  | SP TL                          |
| 19 dicembre 2021 | Dresda      | Germania  | TS TL (con Jonna Sundling)     |
| 22 gennaio 2023  | Livigno     | Italia    | TS TL (con Linn Svahn)         |
| 1º febbraio 2025 | Cogne       | Italia    | SP TC                          |

Legenda:

TL = tecnica libera

TC = tecnica classica

SP = sprint

TS = sprint a squadre

#### Coppa del Mondo - competizioni intermedie
- 4 podi di tappa:
  - 4 secondi posti